# Dorische orde

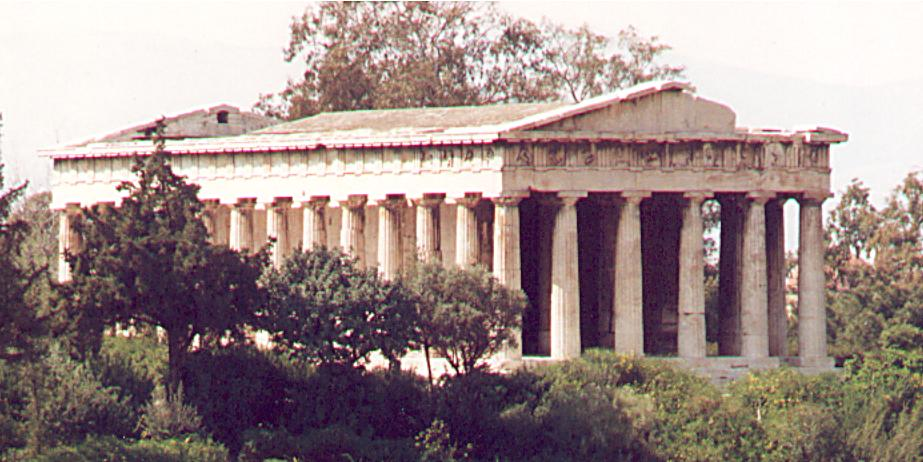
Tempel in de Dorische orde: de Tempel van Hephaistos in Athene

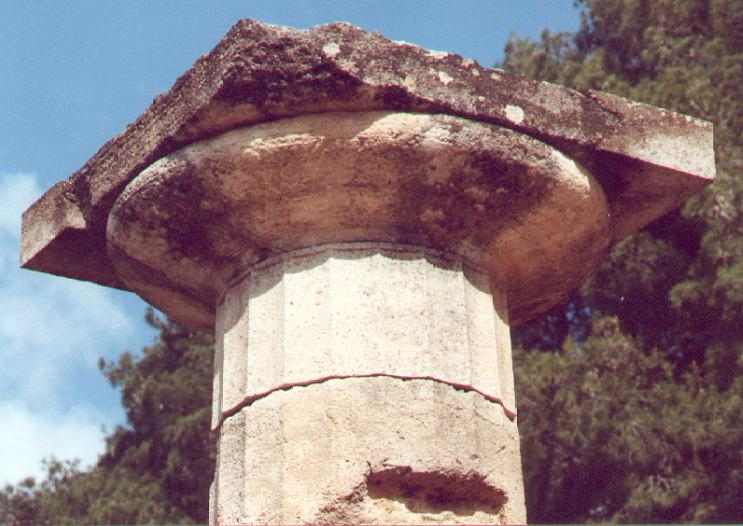
Dorisch kussenkapiteel van de Hera-tempel in Olympia

De Dorische orde is de oudste van de drie bekendste architectonische bouworden uit de Griekse oudheid (de andere zijn de Ionische en de Korinthische orde). De Dorische orde begon zich te ontwikkelen in de zevende eeuw v.Chr., en heeft als meest typische kenmerk de Dorische zuil. 

## Dorische zuil
Een kenmerk van de Dorische zuil is dat deze geen voetstuk heeft en het kapiteel niet versierd is. De fries is wel versierd. De zuil is zeer statig en strak vormgegeven. De hoogte is slechts vijf à zes moduli (= de diameter van de zuil). De zuil heeft 16 à 24 cannelures die met een scherpe naad op elkaar aansluiten. Bovenaan heeft de Dorische zuil een eenvoudig kapiteel bestaande uit een vierkante dekplaat (abacus) en een rond "kussen" (echinus). Dit kapiteel werd daarom een kussenkapiteel genoemd.
De zuilschacht rust niet op een voetstuk of basement, maar rechtstreeks op de trap zelf. De trap bestaat gewoonlijk uit drie treden, waarvan de bovenste de stylobaat genoemd werd. Bij de oudste, archaïsche tempels (zoals in Paestum) vertoont de Dorische zuilschacht naar het midden toe een lichte verbreding (éntasis), waardoor de zuil een karakteristieke sigaarvorm heeft. De zuilschacht bestaat gewoonlijk uit opeengestapelde zuiltrommels; in de Apollotempel van Korinthe zijn het echter monolithische zuilen. Boven op de zuilen rust het architraaf (de hoofdbalk) waarop de fries is aangebracht: in de Dorische orde bestaat die uit een ritmische afwisseling van metopen (beeldenvelden) en trigliefen (steenblokken met drie inkervingen of gleuven).

## Dorische orde bij de Romeinen
Ook de Romeinen pasten de Dorische orde toe. De vormgeving van de zuilen onderging echter enkele veranderingen: de kapitelen kregen meer geleding, de zuilen werden van een basement voorzien en werden slanker.

## Dorische orde sinds de renaissance
In de Italiaanse renaissance en de bredere renaissancearchitectuur herleefde de bouwkunst van de Romeinen zowel door studie van oude geschriften, met name de De architectura van Vitruvius, alsook door de bestudering van de Romeinse ruïnes. Ook de klassieke zuilenorden werd nieuw leven ingeblazen. Er werd nauwkeurig vastgelegd hoe zuilen en hoofdgestel dienden te worden gedetailleerd. Zo werd de Dorische orde in de zestiende eeuw beschreven en getekend door Italiaanse architectuurtheoretici, zoals Sebastiano Serlio in zijn architectuurtractaat (1537-1551), Giacomo Barozzi da Vignola en Andrea Palladio.
De Romeins-Dorische orde werd sindsdien weer toegepast. Het zou tot de achttiende eeuw duren voor de Grieks-Dorische orde werd herontdekt en opnieuw zou worden toegepast.

## Elementen van de Grieks-Dorische bouwstijl

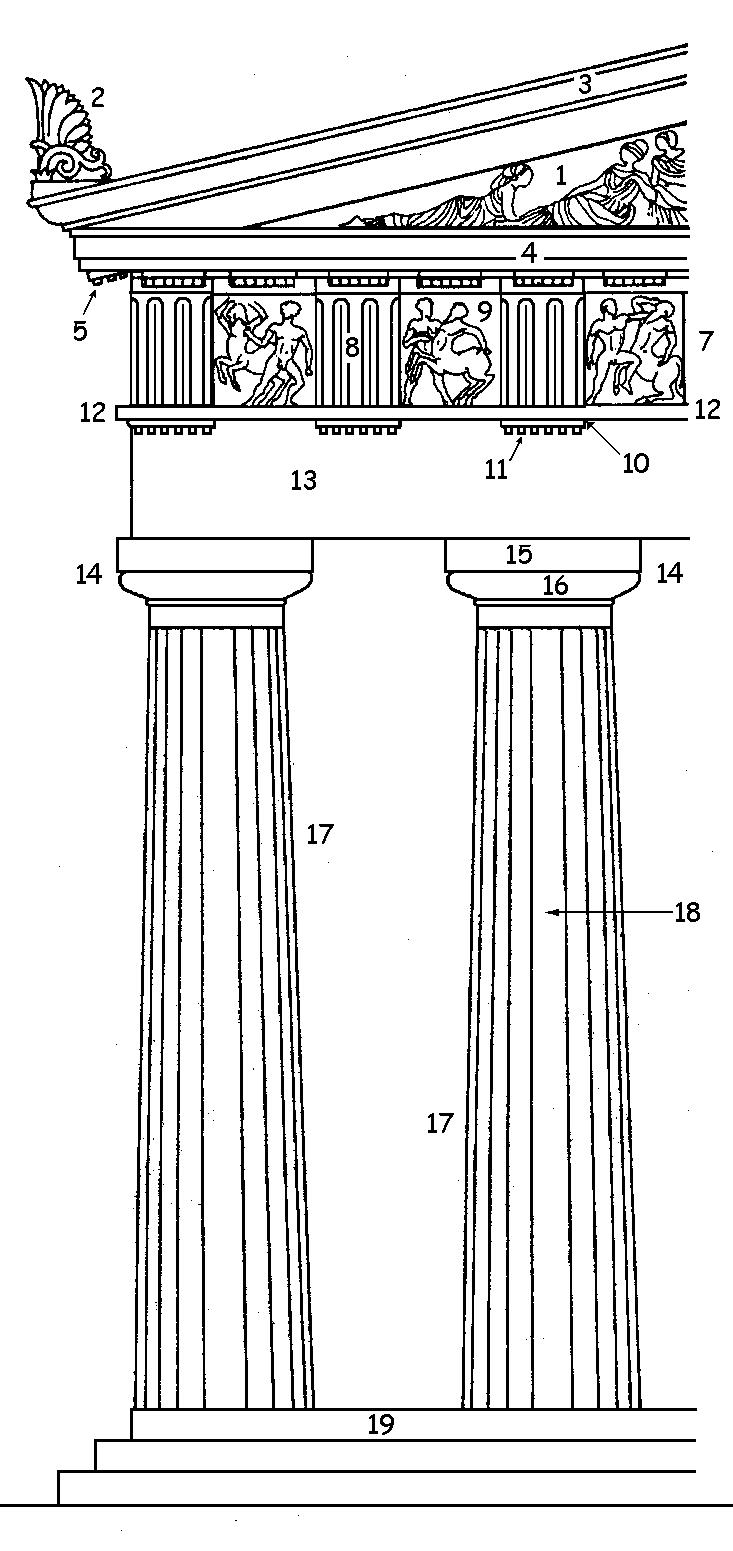
de Grieks-Dorische bouwstijl

Onderstaande nummers verwijzen naar de afbeelding:
1. fronton (gevelveld)
2. acroterium
3. sima of cimaas (schuine gootlijst)
4. geison (horizontale kroonlijst)
5. mutulus
6. fries (met afwisselend 8 en 9)
7. triglief
8. metope
9. regula
10. guttae
11. taenia
12. architraaf
13. kapiteel (met [15] en [16])
14. abacus of impost
15. echinus
16. zuilschacht
17. cannelure (schaduwgroeve)
18. stylobaat

## Toepassingen van de Romeins-Dorische orde in Nederland
- Ronde Lutherse Kerk (Amsterdam)